# Шталь, Кристина
Кристина Шталь (рум. Cristina Stahl, род. 9 апреля 1978) — румынская фехтовальщица-рапиристка, венгерка по национальности, призёрка чемпионатов мира и Европы. Дочь олимпийской призёрки Екатерины Шталь.

## Биография
Родилась в 1978 году в Бухаресте. В 2001 году стала обладательницей бронзовой медали чемпионата Европы. В 2002 и 2003 годах завоёвывала бронзовые медали чемпионата мира. В 2004 году стала обладательницей золотой медали чемпионата Европы и серебряной медали чемпионата мира. В 2005 году стала обладательницей серебряной медали чемпионата мира и бронзовой медали чемпионата Европы. В 2006 году завоевала серебряную медаль чемпионата Европы. В 2008 году приняла участие в Олимпийских играх в Пекине, но заняла там лишь 18-е место.